# 里坡
里坡（リ・ボー、1928年7月23日 - 2013年3月1日、原名は李慶章、リ ・ケイショウ）中国生まれの軍人、俳優、声優。

## 出演作品

### テレビドラマ
- 西遊記（1986年、広目天、猪八戒）
- 三国志 （1994年、董卓、孟獲）
- 西遊記（1998年、猪八戒）

| スタブアイコン | サブスタブ | この項目は、まだ閲覧者の調べものの参照としては役立たない、人物に関連した書きかけの項目です。この項目を加筆・訂正などしてくださる協力者を求めています（P:人物伝/PJ:人物伝）。 |